# Erechthias richardella
Erechthias richardella är en fjärilsart som beskrevs av Pierre E.L. Viette 1957. Erechthias richardella ingår i släktet Erechthias och familjen äkta malar. Inga underarter finns listade i Catalogue of Life.